# Бутурлиновка
Бутурлиновка (рус. Бутурлиновка) град је у Русији у Вороњешкој области. Према попису становништва из 2010. у граду је живело 27208 становника.

## Становништво
| 1939.  | 1959.  | 1970.  | 1979.  | 1989.  | 2002.  | 2010.  |
| ------ | ------ | ------ | ------ | ------ | ------ | ------ |
| 11.400 | 13.288 | 21.643 | 23.607 | 29.258 | 28.627 | 27.208 |